# Dichogama decoralis
Dichogama decoralis là một loài bướm đêm trong họ Crambidae.